# Tramwartepavillon Bellevue

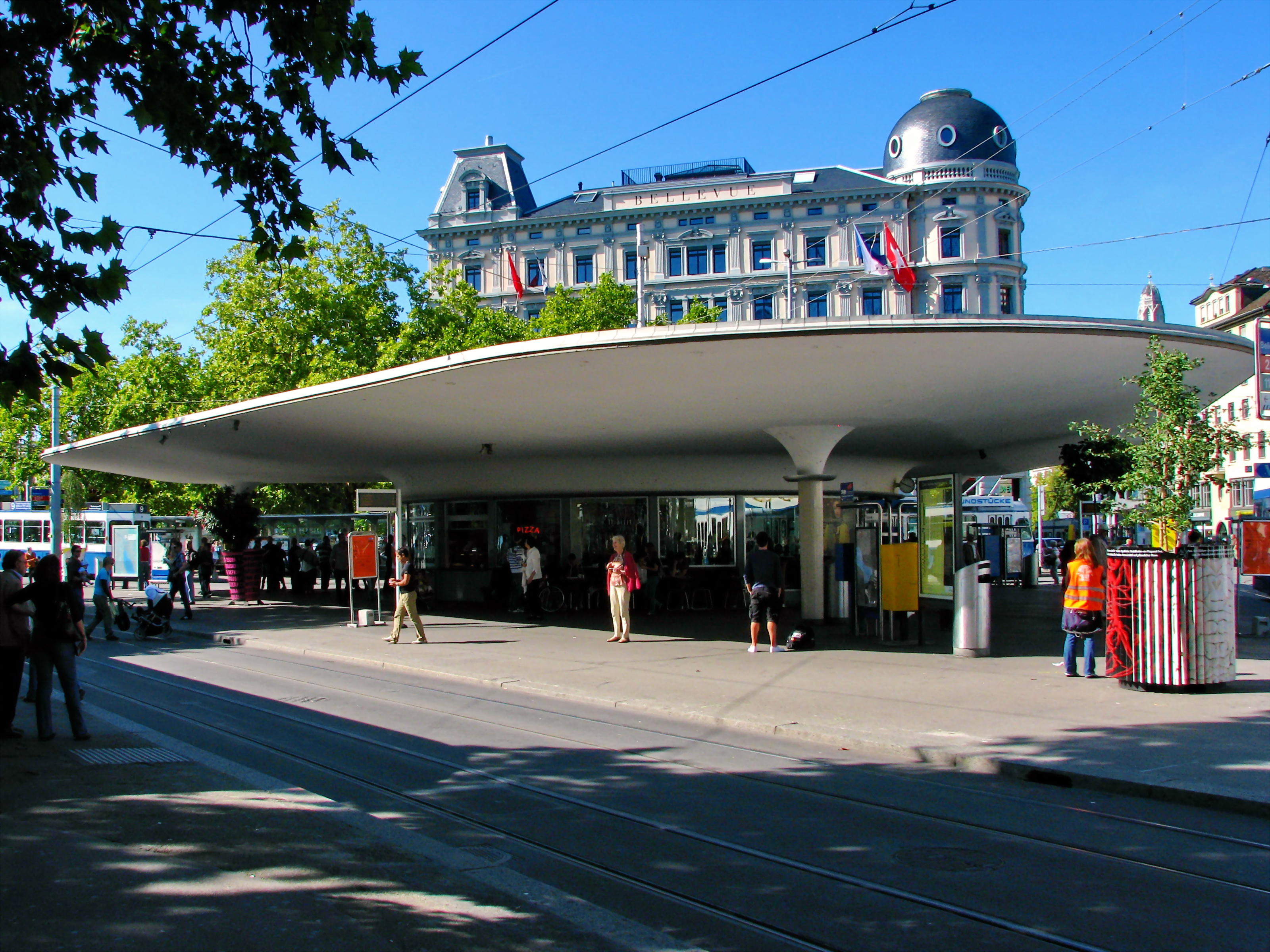
Tramwartepavillon Bellevue, Ansicht von Süden (2009)

Der Tramwartepavillon Bellevue ist eine denkmalgeschützte Wartehalle auf dem Bellevueplatz im «Kreis 1» (Altstadt) der Stadt Zürich. Er wurde 1939 im Stil der Moderne erbaut und gehört zu den Baudenkmalen der Kategorie «C» mit kommunaler Bedeutung.

## Geschichte
Der Pavillon wurde 1938/1939 bei der Aufwertung des Seequais errichtet. Anlass war die Schweizerische Landesausstellung 1939. Die Entwerfer waren der Stadtbaumeister Hermann Herter sowie der Ingenieur und Hochschullehrer Fritz Stüssi. Im Jahr 1980 wurde ein Café in die offene Wartehalle eingebaut. Renovationen erfolgten bis 1990 und 2005. Bei letzterer wurde die Blecheindeckung nach dem ursprünglichen Vorbild erneuert.

## Beschreibung und Nutzung
Über einem zylindrischen Glaspavillon mit einem Durchmesser von 14 Metern erhebt sich das weit ausladende, dreieckige Flachdach mit einer Fläche von 920 Quadratmetern. Das Stahlskelett wurde mit einer fünf Zentimeter dicken Spritzbetonschale verkleidet. Eine Holzkonstruktion trägt das erneuerte Blechdach. Seit der Sanierung und Renovation von 2005 wird das Dach wieder von nach altem Vorbild gestalteten Leuchten erhellt. Im Bereich des Cafés dient ein grosses rundes Glasdach als Oberlicht.
Die Station «Bellevue» gehört mit etwa 250'000 Umsteigern pro Tag und sieben vorbeiführenden Linien zu den wichtigsten Knoten im Tramnetz der Stadt. Der ehemals offene Wartebereich des Pavillons wurde 1980 durch kommerzielle Nutzungen ersetzt, dazu gehören ein Kiosk und das Café.
Das Dienstgebäude der Verkehrsbetriebe Zürich (VBZ) auf dem südlichen Tramsteig wurde bis 1939 im gleichen Stil errichtet. Der Wetterschutz des nördlichen Tramsteigs wurde ebenfalls als Spritzbetonschale ausgeführt.

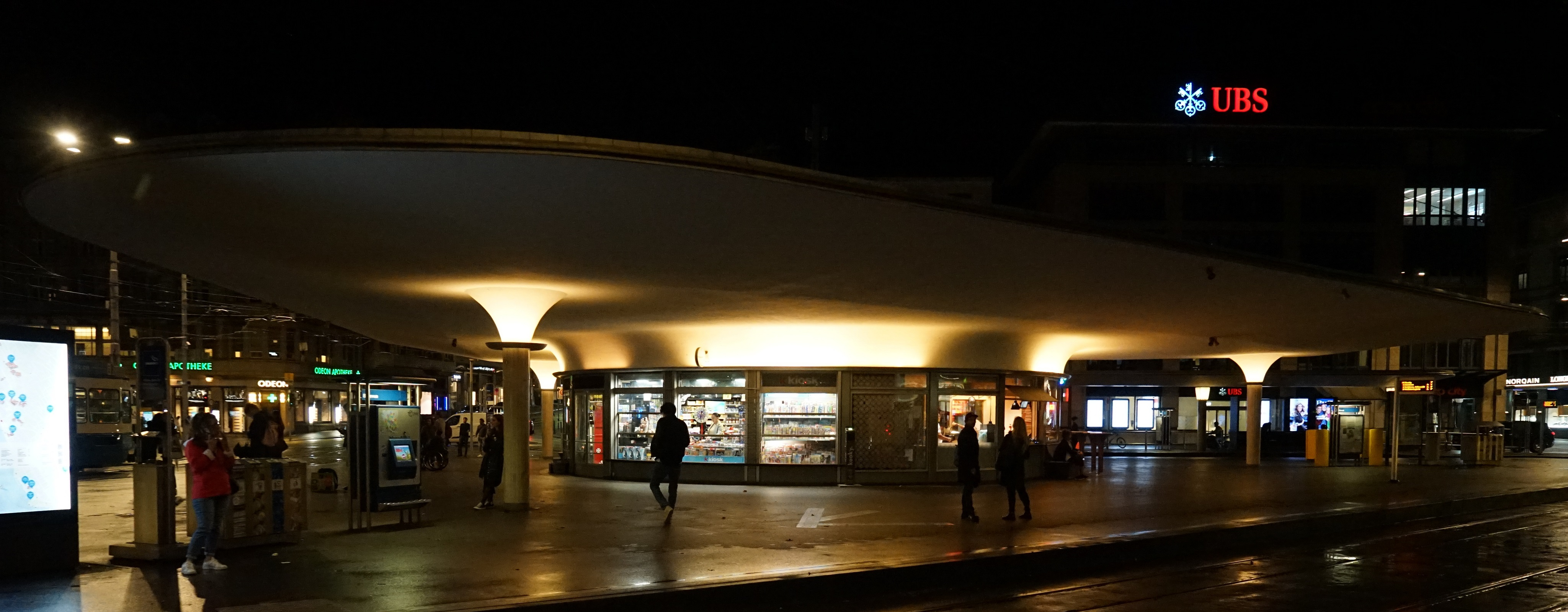
Abendliche Beleuchtung der Betonschale (2022)